# Cobitis taurica
Cobitis taurica és una espècie de peix de la família dels cobítids i de l'ordre dels cipriniformes.

## Morfologia
- Els mascles poden assolir 9,2 cm de llargària total.[3]

## Hàbitat
Viu en zones de clima temperat.

## Distribució geogràfica
Es troba al riu Chernaya (Crimea, Ucraïna).